# Achelia sufflata
Achelia sufflata är en havsspindelart som beskrevs av Gordon, I. 1944. Achelia sufflata ingår i släktet Achelia och familjen Ammotheidae.
Artens utbredningsområde är Södra Ishavet. Inga underarter finns listade i Catalogue of Life.